# フリードリヒ・ヴィルヘルム・フォン・ヘッセン (1893-1916)

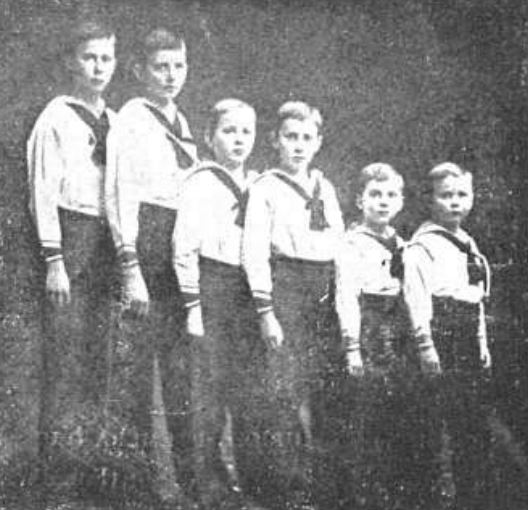
ヘッセン方伯フリードリヒ・カールの6人の子息、1908年

フリードリヒ・ヴィルヘルム・ジギスムント・ヴィクトル・フォン・ヘッセン（Friedrich Wilhelm Sigismund Viktor Prinz von Hessen, 1893年11月23日 フランクフルト・アム・マイン - 1916年9月15日 カラ・オメル）は、第一次世界大戦の犠牲者となったドイツ将校。ドイツ皇帝ヴィルヘルム2世の甥。
ヴィルヘルム2世帝の妹の1人プロイセン王女マルガレーテと、ヘッセン方伯フリードリヒ・カールの間の第1子・長男。フランクフルト・アム・マインのゲーテ・ギムナジウムを経て、ポツダムのヘルムホルツ・ギムナジウム・ポツダムを卒業。1909年から1912年にかけ、次弟マックスとともにベルリン・リヒターフェルデ区のプロイセン陸軍士官学校に在籍。ハノーファー陸軍士官学校の士官候補生として軍歴を始め、その後プロイセン陸軍テューリンゲン第6槍騎兵連隊所属の少尉として任官した。
第一次世界大戦が始まると所属の連隊は西部戦線に送られ、フランス国境で過ごした。ラヴァルでの銃撃により、片腕に重傷を負い両肺も患った。回復後、師団本部の転属に伴い東部戦線へ異動。1915年再び戦傷を負う。1916年ルーマニア・ドブロジャ地方のカラ・オメルで戦死。遺骨は四弟ヴォルフガングが引き取って郷里に持ち帰り、クローンベルク・イム・タウヌスに両親が所有するクローンベルク城の納骨堂に納めた。

## 引用・脚注
1. ↑  “Am 15. September wurde ein großer Sieg über die Verbündeten Rumänen und Russen bei Kara-Omer errungen”.   University of Wisconsin-Madison. 4. Juli 2016閲覧。
2. ↑  Jonathan Petropoulos: Royals and the Reich. The Princes von Hessen in Nazi Germany. Oxford University Press 2006, S. 44.
3. ↑  Jonathan Petropoulos, op. cit., S. 44.